# Julie-Anne Roth
Julie-Anne Roth, gebürtige Rauth (* 31. März 1973) ist eine französische Schauspielerin.

## Leben
Julie-Anne Roth ist die Tochter des französischen Schauspielers und Autoren Christian Rauth. Von 1996 bis 1999 studierte sie Schauspiel bei Catherine Hiegel und Stuart Seidel am Conservatoire national supérieur d’art dramatique. Nach ihrem Abschluss spielte sie neben Jean-Pierre Cassel die Hauptrolle in Sylvia, einem Theaterstück von A. R. Gurney, am Théâtre des Bouffes-Parisiens. Für ihre Darstellung der Sylvia wurde sie im darauffolgenden Jahr als Beste Nachwuchsdarstellerin für den französischen Theaterpreis Molière nominiert.
Ihre Filmkarriere begann bereits mehrere Jahre vor ihrem Studium. So spielte sie 1989 die Manon Chantelou in dem von Michel Andrieu  inszenierten Fernsehfilm Le Vagabond de la Bastille. Damals trat sie noch unter ihrem Namen Julie-Anne Rauth auf. Bis 1994 spielte sie unter diesem Namen noch in Filmen wie Mord im Sucher und Die Bartholomäusnacht mit. Danach war sie unter dem Namen Roth in Filmen wie Die syrische Braut und zuletzt in Und nebenbei das große Glück zu sehen.

## Filmografie (Auswahl)
- 1989: Le Vagabond de la Bastille
- 1993: Die Affäre Seznec (L’Affaire Seznec)
- 1993: Mord im Sucher (Lethal Exposure)
- 1994: Abschlussklasse: Wilde Jugend – 1975 (Le Péril jeune)
- 1994: Die Bartholomäusnacht (La Reine Margot)
- 1994: Die Geschichte des Jungen, der geküßt werden wollte (L’Histoire du garçon qui voulait qu’on l’embrasse)
- 1996: Das Blut des Fuchses (Le Sang du renard)
- 1996: Kommissar Navarro (Navarro, Fernsehserie, 1 Folge)
- 1999: Johanna von Orleans (The Messenger: The Story of Joan of Arc)
- 2000: Vatel
- 2004: Die syrische Braut (הכלה הסורית)
- 2005: Netter geht’s nicht (Gentille)
- 2008: Die Liebenden und die Toten (Les Vivants et les Morts, Fernsehserie, acht Folgen)
- 2010: Ganz oben links (Dernier étage gauche gauche)
- 2012: Und nebenbei das große Glück (Un bonheur n’arrive jamais seul)
- 2013: Molière auf dem Fahrrad (Alceste à bicyclette)
- 2015: Mary Higgins Clark: Mysteriöse Verbrechen – Mein Auge ruht auf dir (Collection Mary Higgins Clark, la reine du suspense; Fernsehserie, Folge: Les années perdues)
- 2018: Ein Dorf zieht blank (Normandie nue)
- 2018: Profiling Paris (Profilage, Fernsehserie, 1 Folge)
- 2019: Stiller Verdacht (La part du soupçon)
- 2020: Call My Agent! (Dix pour cent, Fernsehserie, eine Folge)
- 2020: Candice Renoir (Fernsehserie, 1 Folge)
- 2020: Moloch (Fernsehserie, 1 Folge)
- 2021: Glück auf einer Skala von 1 bis 10 (Presque)
- 2021: Kein Lebenszeichen (Disparu à jamais, Miniserie, 1 Folge)